# Rorate caeli

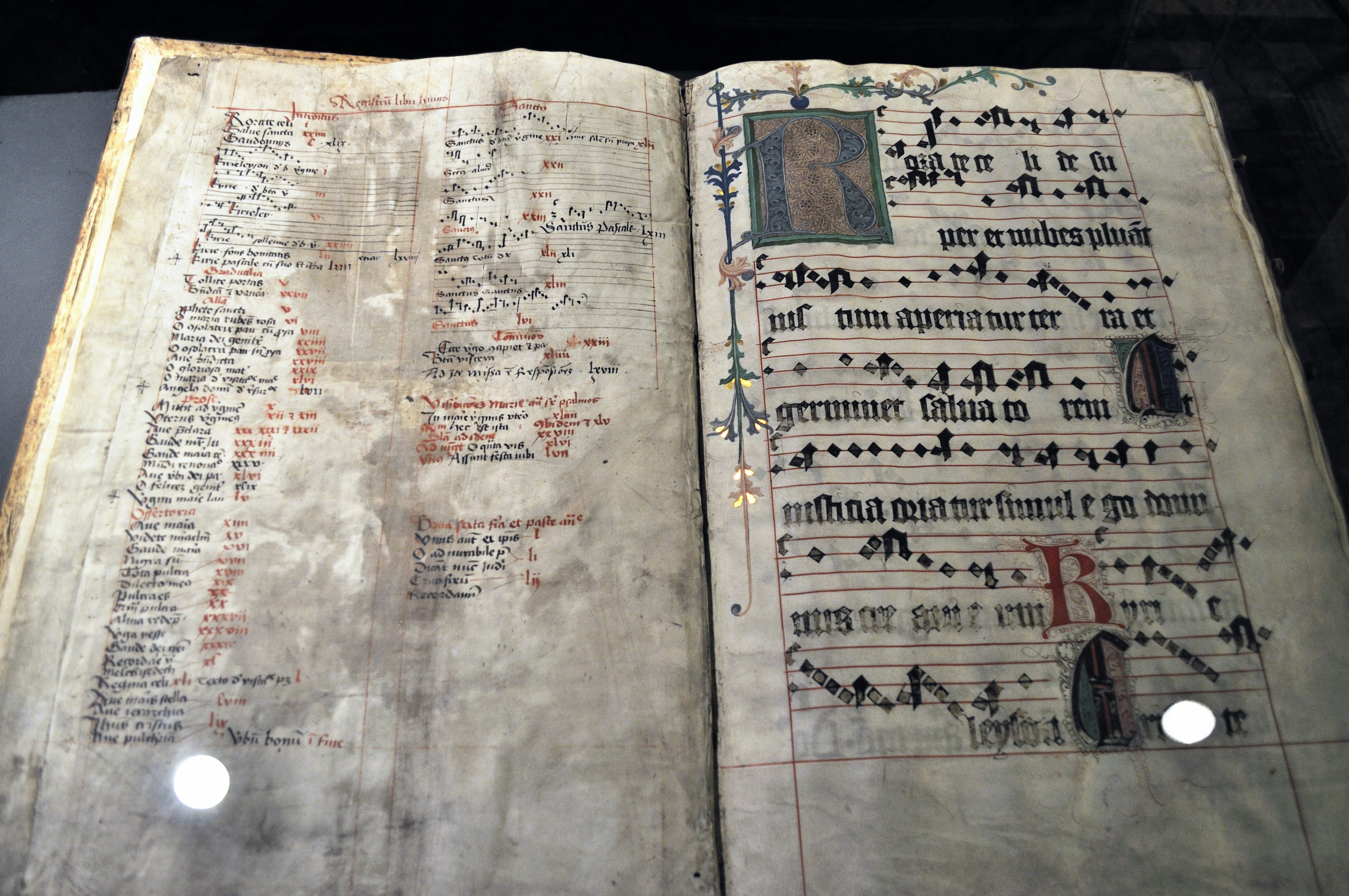
Rorate caeli desuper en un manuscrit medieval de Marienburg.

Rorate caeli són els mots llatins que inicien i donen nom a un antic introit gregorià, i, també, a un dels himnes més coneguts i bells de la música religiosa de l'Església llatina. Es troben recollits a l'aplec de música litúrgica publicat per Miquel Altisent el 1950.

## L'introit
El Missal Romà, anterior a les reformes del Concili Vaticà II, en iniciar-se l'Advent recull una antífona que s'inspira en el passatge bíblic del llibre del profeta Isaïes on s'implora. "Cel, deixa caure la rosada, i que els núvols facin ploure la justícia. Que la terra s'obri per fer néixer la salvació i que la justícia germini alhora."

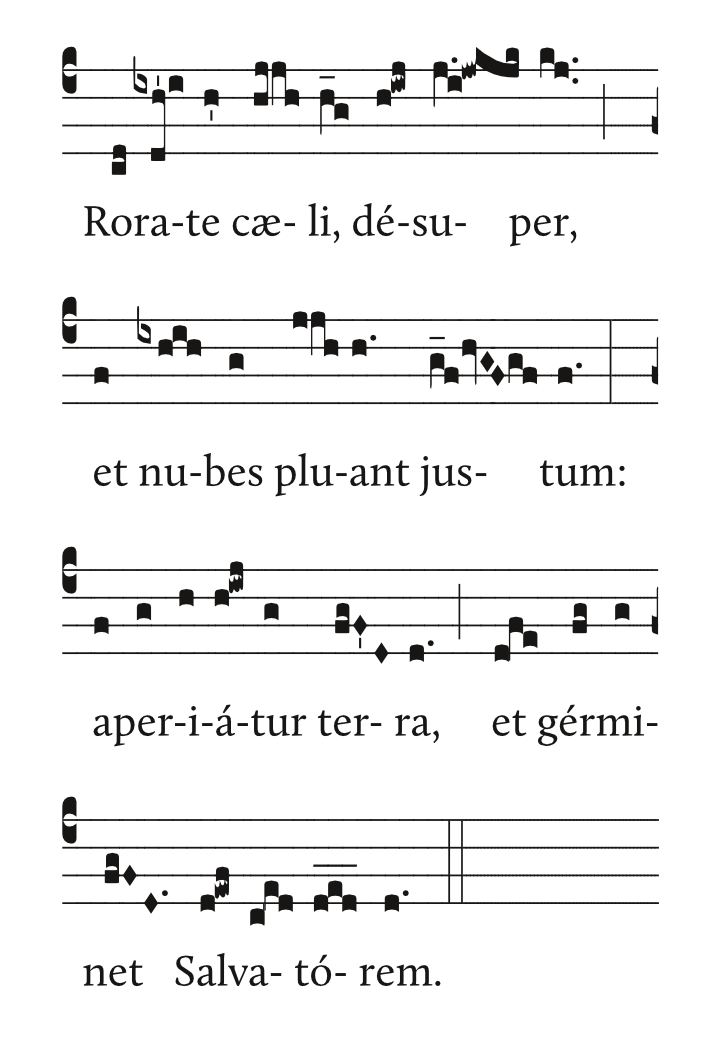
Introit Rorate caeli desuper en la seva notació gregoriana

El text de l'introit Rorate caeli fou extret de la traducció de la Bíblia anomenada Vulgata realitzada per Jeroni d'Estridó, a finals de segle IV, la qual fa una lectura messiànica i crística d'aquest passatge on el mot "salvació" és traduït com a "Salvador". Conferint-li així el seu marcat caràcter d'oració d'Advent, d'espera de l'adveniment de Nadal. Versió que recull, també, l'introit de la missa del dimecres que obre les Témpores d'Advent i del diumenge IV d'Advent. Ja textos antics inclouen aquesta antífona com ara el col·lectari de l'Abadia de la Grassa que aplega els ritus monàstics narbonesos al llarg dels segles XI-XIII.
També apareix en misses votives de la Verge Maria que es celebraven a trenc d'alba per simbolitzar l'espera de la vinguda de la llum que era l'Advent. De la popularitat d'aquestes misses votives dels dissabtes d'Advent en l'àmbit catòlic durant el segle XVIII n'és una mostra la Missa Rorate coeli desuper per a cor, orgue i orquestra de corda de Joseph Haydn (c. 1750).

## L'himneRorate caeli
Aquesta composició, que data del segle XVII, ha assolit popularitat per la seva delicadesa musical. Tot i que no és estrictament un cant litúrgic, és costum estès la seva interpretació durant l'Advent. Utilitza com a tornada l'esmentada antífona Rorate cæli desuper, et nubes pluant iustum que s'intercala amb estrofes formades per passatges bíblics utilitzats en la litúrgia de l'Advent. Les tres primeres són de pregària i admonició. La quarta i darrera estrofa comprèn un missatge esperançat de consol i ajut diví.
Aquest himne és atribuït a diversos possibles autors. Una de les seves versions més antigues es troba als Officia Propria, de 1673, de la Congregació de l'Oratori francesa.

### Àudio
Cant gregorià del Rorate cæli desuper amb la primera i quarta estrofes intercalades.

### El text llatí
R/ Rorate caeli desúper et nubes plúant Justum
1. Ne irascáris Dómine, ne ultra memíneris iniquitátis
Ecce cívitas Sancti facta est desérta
Sion desérta facta est, Jerúsalem desoláta est.
Domus sanctificatiónis tuae et gloriae tuae
Ubi laudavérunt Te patres nostri.
R/ Rorate caeli desúper et nubes plúant iustum

2. Peccávimus et facti sumus tamquam immúndus nos,
Et cecídimus quasi fólium univérsi
Et iniquitátes nostrae quasi ventus abstulérunt nos
Abscondísti fáciem tuam a nobis
Et allisísti nos in mánu iniquitátis nostrae.
R/ Rorate caeli desúper et nubes plúant iustum

3. Víde, Dómine, afflictiónem pópuli tui
Et mitte quem missúrus es
Emítte Agnum dominatórem terrae
De pétra desérti ad montem fíliae Sion
Ut áuferat ipse jugum captivitátis nostrae.
R/ Rorate caeli desúper et nubes plúant iustum

4. Consolámini, consolámini, pópule meus
Cito véniet salus tua
Quare moeróre consúmeris, quia innovávit te dolor?
Salvábo te, noli timére
Ego énim sum Dóminus Deus túus Sánctus Israël, Redémptor túus.
R/ Rorate caeli desúper et nubes plúant iustum

### Traducció al català
R/ Cels, degoteu des de dalt i que els núvols ploguin el Just
1. No t'enutgis Senyor, no te'n recordis més de la nostra iniquitat.

La ciutat del Sant resta deserta; Sió ha quedat arrasada, Jerusalem, desolada,
la casa de la teva santedat i la teva glòria, on et van lloar els nostres pares.
R/ Cels, degoteu des de dalt i que els núvols ploguin el Just
2.Vam pecar i ens vam tornar com els immunds
I vam caure tots, com les fulles.
I les nostres iniquitats, com un vent, ens van dispersar.
Vas ocultar el teu rostre de nosaltres
I ens vas castigar per mitjà de les nostres iniquitats.
R/ Cels, degoteu des de dalt i que els núvols ploguin el Just

3. Mira, Senyor, l'aflicció del vostre poble
I fes-li arribar Aquell que enviaràs!
Tramet-li a l'Anyell dominador de la terra
Del desert de pedra a la muntanya de la filla de Sió
Perquè Ell retiri el jou del nostre captiveri.
R/ Cels, degoteu des de dalt i que els núvols ploguin el Just

4. Consola't, consola't, poble meu,
Ben aviat ha d'arribar la teva salvació!
Per què et consumeixes en la tristesa, per què el teu dolor?
Jo et salvaré, no tinguis por!
Perquè Jo sóc el Senyor, el teu Deu,
El Sant d'Israel, el vostre Redemptor.
R/ Cels, degoteu des de dalt i que els núvols ploguin el Just